# Eivind Reiten
Eivind Kristofer Reiten (født 2. april 1953 i Midsund) er koncernchef i Norsk Hydro siden 2001. Tidligere har han haft en række politiske hverv i Norge og var blandt andet statssekretær og fiskeriminister i midten af 1980erne. Han arbejdet derefter en periode i Norsk Hydro, før han returnerede til politik i årene 1989–1990. Han var da olie- og energiminister og havde ansvaret for liberaliseringen af det norske energimarked. Han returnerede til Norsk Hydro i 1991, hvor han arbejdede i aluminiumsdivisionen.
Eivind Reiten er uddannet socialøkonom fra Universitetet i Oslo. Han er gift og har to børn.
Reiten var fra 1. til 4. oktober 2007 styreleder for StatoilHydro. Han gik af efter mistanker om at Hydros olie- og energidivision havde været involveret i korruption i Libyen, uden at varsle Statoil om dette i fusionsprocessen.